# آغا حسن عابدي
أغا حسن عابدي المعروف أيضا باسم أغا سحاب (14 مايو 1922 - 5 أغسطس 1995) كان مصرفي وفاعل خير باكستاني، أسس بنك بنك الاعتماد والتجارة الدولي (BCCI) في عام 1972. وأصبح البنك في وقت ما، سابع أكبر بنك خاص في العالم، لكنه انهار في عام 1991 بعد أن وجدت الهيئات التنظيمية في الولايات المتحدة والمملكة المتحدة أنها تورطت في فضيحة غسيل أموال. خضع عابدي لعملية زرع قلب في عام 1988، وتوفي بسبب أزمة قلبية في 5 أغسطس 1995 في كراتشي.

## النشأة
ولد آغا حسن عابدي في لأسرة شيعية مسلمة في لكناو، الهند البريطانية، وهاجر إلى باكستان بعد استقلال باكستان في عام 1947. وحصل على درجة الماجستير في الأدب الإنجليزي ودرجة القانون من جامعة لكناو.

## وصلات خارجية
Biographical
- Agha Hasan Abedi, Salaam
- Agha Hasan Abedi passes away, Dawn wire service

About BCCI
- The BCCI Affair, Federation of American Scientists (www.fas.org)

CDSS – Centre for Development of Social Services
- CDSS, Centre for Development of Social Services – Official Website
- Korangi Academy, Korangi Academy – Official Website

متفرقات
- About Foundation for Advancement of Science and Technology (FAST), National University
- Genesis, GIK Institute